# Diloma aethiops
Diloma aethiops es una especie de molusco gasterópodo de la familia Trochidae. 

## Distribución geográfica
Se encuentra en Nueva Zelanda

## Hábitat
Su hábitat natural son: zonas rocosas